# Svájc a 2008. évi nyári olimpiai játékokon
Svájc a kínai Pekingben megrendezett 2008. évi nyári olimpiai játékok egyik részt vevő nemzete volt. Az országot az olimpián 20 sportágban 84 sportoló képviselte, akik összesen 7 érmet szereztek.

## Érmesek
| Érem  | Versenyző                                                             | Sportág      | Versenyszám              |
| ----- | --------------------------------------------------------------------- | ------------ | ------------------------ |
| Arany | Fabian Cancellara                                                     | Kerékpározás | Férfi egyéni időfutam    |
| Arany | Roger Federer Stanislas Wawrinka                                      | Tenisz       | Férfi páros              |
| Ezüst | Fabian Cancellara                                                     | Kerékpározás | Férfi mezőnyverseny      |
| Bronz | Sergei Aschwanden                                                     | Cselgáncs    | Férfi középsúly          |
| Bronz | Karin Thürig                                                          | Kerékpározás | Női egyéni időfutam      |
| Bronz | Nino Schurter                                                         | Kerékpározás | Férfi terep-kerékpározás |
| Bronz | Christina Liebherr Steve Guerdat Pius Schwizer Niklaus Schurtenberger | Lovaglás     | Díjugratás, csapat       |

## Atlétika
Férfi
| Versenyző         | Versenyszám | Előfutam | Előfutam | Előfutam | Negyeddöntő | Negyeddöntő | Negyeddöntő | Elődöntő | Elődöntő | Elődöntő | Döntő   | Döntő    |
| Versenyző         | Versenyszám | Idő      | Hely.    | Össz.    | Idő         | Hely.       | Össz.       | Idő      | Hely.    | Össz.    | Idő     | Helyezés |
| ----------------- | ----------- | -------- | -------- | -------- | ----------- | ----------- | ----------- | -------- | -------- | -------- | ------- | -------- |
| Marco Cribari     | 200 m       | 20,98    | 5.*      | 37.**    | kiesett     | kiesett     | kiesett     | kiesett  | kiesett  | kiesett  | kiesett | kiesett  |
| Marc Schneeberger | 200 m       | 20,86    | 4.       | 28.      | 21,48       | 8.          | 31.         | kiesett  | kiesett  | kiesett  | kiesett | kiesett  |
| Philipp Bandi     | 5000 m      | 13:59,68 | 10.      | 29.      |             |             |             |          |          |          | kiesett | kiesett  |
| Viktor Röthlin    | Maraton     |          |          |          |             |             |             |          |          |          | 2:10:35 | 6.       |

| Versenyző    | Versenyszám | Selejtező | Selejtező | Döntő    | Döntő    |
| Versenyző    | Versenyszám | Eredmény  | Helyezés  | Eredmény | Helyezés |
| ------------ | ----------- | --------- | --------- | -------- | -------- |
| Julien Fivaz | Távolugrás  | 753 cm    | 36.       | kiesett  | kiesett  |

Női
| Versenyző      | Versenyszám | Selejtező | Selejtező | Döntő    | Döntő    |
| Versenyző      | Versenyszám | Eredmény  | Helyezés  | Eredmény | Helyezés |
| -------------- | ----------- | --------- | --------- | -------- | -------- |
| Nicole Büchler | Rúdugrás    | 430 cm    | 22.       | kiesett  | kiesett  |

| Versenyző    | Versenyszám | 100 m gát | 100 m gát | Magasugrás | Magasugrás | Súlylökés | Súlylökés | 200 m | 200 m | Távolugrás | Távolugrás | Gerelyhajítás | Gerelyhajítás | 800 m   | 800 m | Végeredmény | Végeredmény |
| Versenyző    | Versenyszám | Idő       | Pont      | Eredmény   | Pont       | Eredmény  | Pont      | Idő   | Pont  | Eredmény   | Pont       | Eredmény      | Pont          | Idő     | Pont  | Pont        | Helyezés    |
| ------------ | ----------- | --------- | --------- | ---------- | ---------- | --------- | --------- | ----- | ----- | ---------- | ---------- | ------------- | ------------- | ------- | ----- | ----------- | ----------- |
| Linda Züblin | Hétpróba    | 13,90     | 993       | 162 cm     | 759        | 12,34 m   | 684       | 24,99 | 888   | 574 cm     | 771        | 47,19 m       | 806           | 2:18,68 | 842   | 5743        | 30.         |

* - egy másik versenyzővel azonos időt ért el

** - két másik versenyzővel azonos időt ért el

## Birkózás

### Férfi
Szabadfogású
| Versenyző        | Versenyszám | Selejtező                    | Nyolcaddöntő      | Negyeddöntő       | Elődöntő          | Vigaszág első kör | Vigaszág elődöntő | Bronz- mérkőzés   | Döntő             | Helyezés |
| Versenyző        | Versenyszám | Ellenfél Eredmény            | Ellenfél Eredmény | Ellenfél Eredmény | Ellenfél Eredmény | Ellenfél Eredmény | Ellenfél Eredmény | Ellenfél Eredmény | Ellenfél Eredmény | Helyezés |
| ---------------- | ----------- | ---------------------------- | ----------------- | ----------------- | ----------------- | ----------------- | ----------------- | ----------------- | ----------------- | -------- |
| Grégory Sarrasin | 66 kg       | Emin Əzizov (AZE) · 0-1, 0-2 | kiesett           | kiesett           | kiesett           |                   |                   |                   |                   | 21.      |

## Cselgáncs
Férfi
| Versenyző         | Versenyszám | Selejtező         | 32-es főtábla                    | Nyolcaddöntő                    | Negyeddöntő                      | Elődöntő          | Vigaszág első kör | Vigaszág negyeddöntő                | Vigaszág elődöntő                | Bronz- mérkőzés               | Döntő             | Helyezés |
| Versenyző         | Versenyszám | Ellenfél Eredmény | Ellenfél Eredmény                | Ellenfél Eredmény               | Ellenfél Eredmény                | Ellenfél Eredmény | Ellenfél Eredmény | Ellenfél Eredmény                   | Ellenfél Eredmény                | Ellenfél Eredmény             | Ellenfél Eredmény | Helyezés |
| ----------------- | ----------- | ----------------- | -------------------------------- | ------------------------------- | -------------------------------- | ----------------- | ----------------- | ----------------------------------- | -------------------------------- | ----------------------------- | ----------------- | -------- |
| Sergei Aschwanden | Középsúly   |                   | Michael Pinske (GER) · 0010-0000 | Mark Huizinga (NED) · 1101-0010 | Ammár Benihlef (ALG) · 0000-0001 |                   |                   | Mohammed el-Aszri (MAR) · 0001-0000 | Eduardo Santos (BRA) · 0000-0000 | Ivan Persin (RUS) · 1000-0020 |                   |          |

## Evezés
Férfi
| Versenyző       | Versenyszám  | Előfutam | Előfutam | Középdöntő | Középdöntő | Elődöntő | Elődöntő | Elődöntő | Döntő | Döntő   | Döntő | Helyezés |
| Versenyző       | Versenyszám  | Idő      | Hely.    | Idő        | Hely.      | Típus    | Idő      | Hely.    | Típus | Idő     | Hely. | Helyezés |
| --------------- | ------------ | -------- | -------- | ---------- | ---------- | -------- | -------- | -------- | ----- | ------- | ----- | -------- |
| André Vonarburg | Egypárevezős | 7:26,21  | 2.       | 7:02,29    | 3.         | A/B      | 7:14,64  | 5.       | B     | 7:13,07 | 3.    | 9.       |

## Íjászat
Női
| Versenyző       | Versenyszám | Selejtező | Selejtező | 64-es főtábla                             | 32-es főtábla     | Nyolcaddöntő      | Negyeddöntő       | Elődöntő          | Döntő             | Helyezés |
| Versenyző       | Versenyszám | Pont      | Kiemelt   | Ellenfél Eredmény                         | Ellenfél Eredmény | Ellenfél Eredmény | Ellenfél Eredmény | Ellenfél Eredmény | Ellenfél Eredmény | Helyezés |
| --------------- | ----------- | --------- | --------- | ----------------------------------------- | ----------------- | ----------------- | ----------------- | ----------------- | ----------------- | -------- |
| Nathalie Dielen | Egyéni      | 601       | 54.       | Natalja Erdinyijeva (RUS) (11.) · 102-107 | kiesett           | kiesett           | kiesett           | kiesett           | kiesett           | 45.*     |

* - két másik versenyzővel azonos eredményt ért el

## Kajak-kenu

### Szlalom
Férfi
| Versenyző | Versenyszám | Selejtező | Selejtező | Selejtező | Selejtező | Selejtező  | Selejtező  | Elődöntő | Elődöntő | Döntő   | Döntő   | Összesítés | Összesítés |
| Versenyző | Versenyszám | 1. futam  | 1. futam  | 2. futam  | 2. futam  | Összesítés | Összesítés | Elődöntő | Elődöntő | Döntő   | Döntő   | Összesítés | Összesítés |
| Versenyző | Versenyszám | Pont      | Hely.     | Pont      | Hely.     | Pont       | Hely.      | Pont     | Hely.    | Pont    | Hely.   | Pont       | Helyezés   |
| --------- | ----------- | --------- | --------- | --------- | --------- | ---------- | ---------- | -------- | -------- | ------- | ------- | ---------- | ---------- |
| Mike Kurt | Kajak egyes | 87,58     | 16.       | 91,08     | 19.       | 178,66     | 17.        | kiesett  | kiesett  | kiesett | kiesett | kiesett    | kiesett    |

## Kerékpározás

### BMX
| Versenyző          | Versenyszám | Selejtező | Selejtező | Negyeddöntő | Negyeddöntő | Elődöntő | Elődöntő | Döntő   | Döntő    |
| Versenyző          | Versenyszám | Idő       | Helyezés  | Pont        | Helyezés    | Pont     | Helyezés | Idő     | Helyezés |
| ------------------ | ----------- | --------- | --------- | ----------- | ----------- | -------- | -------- | ------- | -------- |
| Roger Rinderknecht | Férfi       | 36,466    | 14.       | 12          | 3.          | 19       | 7.       | kiesett | kiesett  |
| Jenny Fähndrich    | Női         | 38,209    | 9.        |             |             | 17       | 6.       | kiesett | kiesett  |

### Hegyi-kerékpározás
| Versenyző           | Versenyszám        | Idő             | Helyezés      |
| ------------------- | ------------------ | --------------- | ------------- |
| Christoph Sauser    | Férfi terepverseny | 1:57:54 (+1:55) | 4.            |
| Nino Schurter       | Férfi terepverseny | 1:57:52 (+1:53) |               |
| Florian Vogel       | Férfi terepverseny | nem ért célba   | nem ért célba |
| Petra Henzi         | Női terepverseny   | 1:48:41 (+3:30) | 6.            |
| Nathalie Schneitter | Női terepverseny   | 1:53:42 (+8:31) | 15.           |

### Országúti kerékpározás
Férfi
| Versenyző         | Versenyszám   | Idő             | Helyezés |
| ----------------- | ------------- | --------------- | -------- |
| Fabian Cancellara | Mezőnyverseny | 6:23:49 (+0:00) |          |
| Fabian Cancellara | Időfutam      | 1:02:11,43      |          |

Női
| Versenyző             | Versenyszám   | Idő                 | Helyezés      |
| --------------------- | ------------- | ------------------- | ------------- |
| Jennifer Hohl         | Mezőnyverseny | nem ért célba       | nem ért célba |
| Nicole Brändli-Sedoun | Mezőnyverseny | 3:32:52 (+0:28)     | 18.           |
| Priska Doppmann       | Mezőnyverseny | 3:32:45 (+0:21)     | 7.            |
| Priska Doppmann       | Időfutam      | 36:27,79 (+1:36,07) | 8.            |
| Karin Thürig          | Időfutam      | 35:50,99 (+59,27)   |               |

### Pálya-kerékpározás
Üldözőversenyek
| Versenyző    | Versenyszám              | Selejtező | Selejtező | Elődöntő     | Elődöntő  | Elődöntő | Döntő        | Döntő     | Döntő    |
| Versenyző    | Versenyszám              | Idő       | Hely.     | Ellenfél Idő | Saját idő | Hely.    | Ellenfél Idő | Saját idő | Helyezés |
| ------------ | ------------------------ | --------- | --------- | ------------ | --------- | -------- | ------------ | --------- | -------- |
| Karin Thürig | Női egyéni üldözőverseny | 3:40,862  | 9.        | kiesett      | kiesett   | kiesett  | kiesett      | kiesett   | kiesett  |

Pontversenyek
| Versenyző                  | Versenyszám   | Pont | Helyezés |
| -------------------------- | ------------- | ---- | -------- |
| Franco Marvulli Bruno Risi | Férfi madison | 3    | 11.      |

## Lovaglás
Díjugratás
| Versenyző                                                             | Ló                                       | Versenyszám | Selejtező | Selejtező | Selejtező | Selejtező | Selejtező | Selejtező | Selejtező | Selejtező | Döntő   | Döntő   | Döntő   | Döntő   | Végeredmény | Végeredmény |
| Versenyző                                                             | Ló                                       | Versenyszám | 1. kör    | 1. kör    | 2. kör    | 2. kör    | 2. kör    | 3. kör    | 3. kör    | 3. kör    | 1. kör  | 1. kör  | 2. kör  | 2. kör  | Végeredmény | Végeredmény |
| Versenyző                                                             | Ló                                       | Versenyszám | Bünt.     | Hely.     | Bünt.     | Össz.     | Hely.     | Bünt.     | Össz.     | Hely.     | Bünt.   | Hely.   | Bünt.   | Hely.   | Bünt.       | Helyezés    |
| --------------------------------------------------------------------- | ---------------------------------------- | ----------- | --------- | --------- | --------- | --------- | --------- | --------- | --------- | --------- | ------- | ------- | ------- | ------- | ----------- | ----------- |
| Steve Guerdat                                                         | Jalisca Solier                           | Egyéni      | 1         | 13.       | 4         | 5         | 10.       | 5         | 10        | 10.       | 4       | 11.     | 4       | 6.      | 8           | 9.          |
| Christina Liebherr                                                    | No Mercy                                 | Egyéni      | 0         | 1.        | 4         | 4         | 5.        | 23        | 27        | 33.       | kiesett | kiesett | kiesett | kiesett | kiesett     | kiesett     |
| Pius Schwizer                                                         | Nobless M                                | Egyéni      | 4         | 26.       | 4         | 8         | 13.       | 5         | 13        | 12.       | 8       | 22.     | kiesett | kiesett | kiesett     | kiesett     |
| Niklaus Schurtenberger                                                | Cantus                                   | Egyéni      | 0         | 1.        | 4         | 4         | 5.        | 8         | 12        | 11.       | 8       | 22.     | kiesett | kiesett | kiesett     | kiesett     |
| Steve Guerdat Christina Liebherr Pius Schwizer Niklaus Schurtenberger | Jalisca Solier No Mercy Nobless M Cantus | Csapat      |           |           |           |           |           |           |           |           | 12      | 1.      | 18      | 4.      | 30          |             |

Lovastusa
| Versenyző       | Ló     | Versenyszám | Díjlovaglás | Díjlovaglás | Tereplovaglás | Tereplovaglás | Tereplovaglás | Díjugratás | Díjugratás | Díjugratás | Díjugratás | Végeredmény | Végeredmény |
| Versenyző       | Ló     | Versenyszám | Díjlovaglás | Díjlovaglás | Tereplovaglás | Tereplovaglás | Tereplovaglás | 1. kör     | 1. kör     | 2. kör     | 2. kör     | Végeredmény | Végeredmény |
| Versenyző       | Ló     | Versenyszám | Bünt.       | Hely.       | Bünt.         | Hely.         | Össz.         | Bünt.      | Hely.      | Bünt.      | Hely.      | Bünt.       | Helyezés    |
| --------------- | ------ | ----------- | ----------- | ----------- | ------------- | ------------- | ------------- | ---------- | ---------- | ---------- | ---------- | ----------- | ----------- |
| Tiziana Realini | Gamour | Egyéni      | 48,9        | 28.         | 32,8          | 37.           | 31.           | 16         | 47.        | kiesett    | kiesett    | 97,7        | 36.         |

## Öttusa
| Versenyző         | Versenyszám | Lövészet | Lövészet | Lövészet | Vívás    | Vívás | Vívás | Úszás   | Úszás | Úszás | Lovaglás | Lovaglás | Lovaglás | Lovaglás | Futás    | Futás | Futás | Összesen    | Összesen |
| Versenyző         | Versenyszám | Pontszám | Pont     | Hely.    | Eredmény | Pont  | Hely. | Idő     | Pont  | Hely. | Idő      | Hibapont | Pont     | Hely.    | Idő      | Pont  | Hely. | Összes pont | Helyezés |
| ----------------- | ----------- | -------- | -------- | -------- | -------- | ----- | ----- | ------- | ----- | ----- | -------- | -------- | -------- | -------- | -------- | ----- | ----- | ----------- | -------- |
| Belinda Schreiber | Női         | 188      | 1192     | 1.       | 18-17    | 832   | 17.   | 2:16,96 | 1280  | 11.*  | 1:06,82  | 28       | 1172     | 9.       | 11:23,70 | 988   | 32.   | 5464        | 11.      |

* - egy másik versenyzővel azonos eredményt ért el

## Röplabda

### Strandröplabda

#### Férfi
| Versenyző                     | Csoportkör | Csoportkör | 16 közé jutásért                                                | Nyolcaddöntő                                                                 | Negyeddöntő       | Elődöntő          | Döntő             | Helyezés |
| Versenyző                     | Ellenfél Eredmény | Hely.      | Ellenfél Eredmény                                               | Ellenfél Eredmény                                                            | Ellenfél Eredmény | Ellenfél Eredmény | Ellenfél Eredmény | Helyezés |
| ----------------------------- | --- | ---------- | --------------------------------------------------------------- | ---------------------------------------------------------------------------- | ----------------- | ----------------- | ----------------- | -------- |
| Sascha Heyer Patrick Heuscher | B csoport · Argentína (ARG) · Martín Conde · Mariano Baracetti · 21-13, 21-17 · Egyesült Államok (USA) · Todd Rogers · Phil Dalhausser · 15-21, 10-21 · Lettország (LAT) · Aleksandrs Samoilovs · Mārtiņš Pļaviņš · 17-21, 23-21, 13-15 | 3.         | Ausztria (AUT) · Alexander Horst · Florian Gosch · 11-21, 19-21 | kiesett                                                                      | kiesett           | kiesett           | kiesett           | 17.      |
| Martin Laciga Jan Schnider    | E csoport · Hollandia (NED) · Reinder Nummerdor · Richard Schuil · 14-21, 15-21 · Németország (GER) · David Klemperer · Eric Koreng · 21-15, 21-15 · Norvégia (NOR) · Jørre Kjemperud · Tarjei Skarlun · 21-17, 21-13                   | 2.         |                                                                 | Egyesült Államok (USA) · Todd Rogers · Phil Dalhausser · 16-21, 23-21, 13-15 | kiesett           | kiesett           | kiesett           | 9.       |

#### Női
| Versenyző              | Csoportkör | Csoportkör | 16 közé jutásért  | Nyolcaddöntő      | Negyeddöntő       | Elődöntő          | Döntő             | Helyezés |
| Versenyző              | Ellenfél Eredmény | Hely.      | Ellenfél Eredmény | Ellenfél Eredmény | Ellenfél Eredmény | Ellenfél Eredmény | Ellenfél Eredmény | Helyezés |
| ---------------------- | --- | ---------- | ----------------- | ----------------- | ----------------- | ----------------- | ----------------- | -------- |
| Simone Kuhn Lea Schwer | A csoport · Kína (CHN) · Tien Csia · Vang Csie · 12-21, 18-21 · Norvégia (NOR) · Kathrine Maaseide · Susanne Glesnes · 11-21, 17-21 · Belgium (BEL) · Liesbet Van Breedam · Liesbeth Mouha · 18-21, 17-21 | 4.         | kiesett           | kiesett           | kiesett           | kiesett           | kiesett           | 19.      |

## Sportlövészet
Férfi
| Versenyző        | Versenyszám           | Selejtező | Selejtező | Döntő   | Döntő    |
| Versenyző        | Versenyszám           | Pont      | Helyezés  | Pont    | Helyezés |
| ---------------- | --------------------- | --------- | --------- | ------- | -------- |
| Simon Beyeler    | Légpuska              | 583       | 45.       | kiesett | kiesett  |
| Simon Beyeler    | Sportpuska, fekvő     | 585       | 48.       | kiesett | kiesett  |
| Marcel Bürge     | Sportpuska, fekvő     | 590       | 32.       | kiesett | kiesett  |
| Marcel Bürge     | Sportpuska, összetett | 1155      | 35.       | kiesett | kiesett  |
| Beat Müller      | Sportpuska, összetett | 1164      | 21.       | kiesett | kiesett  |
| Christoph Schmid | Légpisztoly           | 573       | 32.       | kiesett | kiesett  |
| Christoph Schmid | Szabadpisztoly        | 542       | 39.       | kiesett | kiesett  |

Női
| Versenyző         | Versenyszám           | Selejtező | Selejtező | Döntő   | Döntő    |
| Versenyző         | Versenyszám           | Pont      | Helyezés  | Pont    | Helyezés |
| ----------------- | --------------------- | --------- | --------- | ------- | -------- |
| Irene Beyeler     | Légpuska              | 395       | 16.       | kiesett | kiesett  |
| Irene Beyeler     | Sportpuska, összetett | 577       | 23.       | kiesett | kiesett  |
| Annik Marguet     | Sportpuska, összetett | 577       | 25.       | kiesett | kiesett  |
| Annik Marguet     | Légpuska              | 391       | 33.       | kiesett | kiesett  |
| Cornelia Froelich | Légpisztoly           | 381       | 17.       | kiesett | kiesett  |
| Sandra Kolly      | Légpisztoly           | 378       | 27.       | kiesett | kiesett  |
| Sandra Kolly      | Sportpisztoly         | 574       | 29.       | kiesett | kiesett  |

## Szinkronúszás
| Versenyző                          | Versenyszám | Technikai gyakorlat | Technikai gyakorlat | Selejtező        | Selejtező        | Selejtező  | Selejtező  | Döntő            | Döntő            | Döntő      | Döntő      | Helyezés |
| Versenyző                          | Versenyszám | Technikai gyakorlat | Technikai gyakorlat | Szabad gyakorlat | Szabad gyakorlat | Összesítés | Összesítés | Szabad gyakorlat | Szabad gyakorlat | Összesítés | Összesítés | Helyezés |
| Versenyző                          | Versenyszám | Pont                | Hely.               | Pont             | Hely.            | Pont       | Hely.      | Pont             | Hely.            | Pont       | Hely.      | Helyezés |
| ---------------------------------- | ----------- | ------------------- | ------------------- | ---------------- | ---------------- | ---------- | ---------- | ---------------- | ---------------- | ---------- | ---------- | -------- |
| Magdalena Brunner Ariane Schneider | Páros       | 44,250              | 13.                 | 45,000           | 12.              | 89,250     | 12.        | 45,000           | 12.              | 89,250     | 12.        | 12.      |

## Taekwondo
Női
| Versenyző       | Versenyszám | Nyolcaddöntő                | Negyeddöntő       | Elődöntő          | Vigaszág elődöntő | Bronz- mérkőzés   | Döntő             | Helyezés |
| Versenyző       | Versenyszám | Ellenfél Eredmény           | Ellenfél Eredmény | Ellenfél Eredmény | Ellenfél Eredmény | Ellenfél Eredmény | Ellenfél Eredmény | Helyezés |
| --------------- | ----------- | --------------------------- | ----------------- | ----------------- | ----------------- | ----------------- | ----------------- | -------- |
| Manuela Bezzola | Légsúly     | Charlotte Craig (USA) · 0-4 | kiesett           | kiesett           |                   |                   |                   | 11.      |

## Tenisz
Férfi
| Versenyző                        | Versenyszám | 64-es főtábla                        | 32-es főtábla                                                 | Nyolcaddöntő                                                      | Negyeddöntő                                             | Elődöntő                                                   | Bronz- mérkőzés   | Döntő                                                                    | Helyezés |
| Versenyző                        | Versenyszám | Ellenfél Eredmény                    | Ellenfél Eredmény                                             | Ellenfél Eredmény                                                 | Ellenfél Eredmény                                       | Ellenfél Eredmény                                          | Ellenfél Eredmény | Ellenfél Eredmény                                                        | Helyezés |
| -------------------------------- | ----------- | ------------------------------------ | ------------------------------------------------------------- | ----------------------------------------------------------------- | ------------------------------------------------------- | ---------------------------------------------------------- | ----------------- | ------------------------------------------------------------------------ | -------- |
| Roger Federer                    | Egyes       | Dmitrij Turszunov (RUS) · 6-4, 6-2   | Rafael Arévalo (ESA) · 6-2, 6-4                               | Tomáš Berdych (CZE) · 6-3, 7-6                                    | James Blake (USA) · 4-6, 6-7                            | kiesett                                                    | kiesett           | kiesett                                                                  | 5.       |
| Stanislas Wawrinka               | Egyes       | Frank Dancevic (CAN) · 4-6, 6-3, 6-2 | Jürgen Melzer (AUT) · 4-6, 0-6                                | kiesett                                                           | kiesett                                                 | kiesett                                                    | kiesett           | kiesett                                                                  | 17.      |
| Roger Federer Stanislas Wawrinka | Páros       |                                      | Olaszország (ITA) · Simone Bolelli · Andreas Seppi · 7-5, 6-1 | Oroszország (RUS) · Dmitrij Turszunov · Mihail Juzsnij · 6-4, 6-3 | India (IND) · Mahes Bhúpati · Lijendar Pedzs · 6-2, 6-4 | Egyesült Államok (USA) · Bob Bryan · Mike Bryan · 7-6, 6-4 |                   | Svédország (SWE) · Simon Aspelin · Thomas Johansson · 6-3, 6-4, 6-7, 6-3 |          |

Női
| Versenyző                           | Versenyszám | 64-es főtábla                   | 32-es főtábla                                                   | Nyolcaddöntő                                | Negyeddöntő       | Elődöntő          | Bronz- mérkőzés   | Döntő             | Helyezés |
| Versenyző                           | Versenyszám | Ellenfél Eredmény               | Ellenfél Eredmény                                               | Ellenfél Eredmény                           | Ellenfél Eredmény | Ellenfél Eredmény | Ellenfél Eredmény | Ellenfél Eredmény | Helyezés |
| ----------------------------------- | ----------- | ------------------------------- | --------------------------------------------------------------- | ------------------------------------------- | ----------------- | ----------------- | ----------------- | ----------------- | -------- |
| Bacsinszky Tímea                    | Egyes       | Venus Williams (USA) · 3-6, 2-6 | kiesett                                                         | kiesett                                     | kiesett           | kiesett           | kiesett           | kiesett           | 33.      |
| Patty Schnyder                      | Egyes       | Jill Craybas (USA) · 6-3, 6-2   | Sybille Bammer (AUT) · 4-6, 4-6                                 | kiesett                                     | kiesett           | kiesett           | kiesett           | kiesett           | 17.      |
| Emmanuelle Gagliardi Patty Schnyder | Páros       |                                 | Görögország (GRE) · Eléni Danjilídu · Anna Geraszímu · 6-0, 6-4 | Kína (CHN) · Jen Ce · Cseng Csie · 3-6, 6-7 | kiesett           | kiesett           | kiesett           | kiesett           | 9.       |

## Tollaslabda
| Versenyző         | Versenyszám | Selejtező                     | 32-es főtábla                                | Nyolcaddöntő      | Negyeddöntő       | Elődöntő          | Bronz- mérkőzés   | Döntő             | Helyezés |
| Versenyző         | Versenyszám | Ellenfél Eredmény             | Ellenfél Eredmény                            | Ellenfél Eredmény | Ellenfél Eredmény | Ellenfél Eredmény | Ellenfél Eredmény | Ellenfél Eredmény | Helyezés |
| ----------------- | ----------- | ----------------------------- | -------------------------------------------- | ----------------- | ----------------- | ----------------- | ----------------- | ----------------- | -------- |
| Christian Bösiger | Férfi egyes |                               | Przemysław Wacha (POL) · 12-21, 21-12, 19-21 | kiesett           | kiesett           | kiesett           | kiesett           | kiesett           | 17.      |
| Jeanine Cicognini | Női egyes   | Ana Moura (POR) · 21-9, 21-13 | Anna Rice (CAN) · 11-21, 13-21               | kiesett           | kiesett           | kiesett           | kiesett           | kiesett           | 17.      |

## Torna
Férfi
| Versenyző         | Versenyszám      | Selejtező | Selejtező | Döntő    | Döntő    |
| Versenyző         | Versenyszám      | Pontszám  | Helyezés  | Pontszám | Helyezés |
| ----------------- | ---------------- | --------- | --------- | -------- | -------- |
| Claudio Capelli   | Talaj            | 13,600    | 71.       | kiesett  | kiesett  |
| Claudio Capelli   | Ugrás            | 15,325    |           | kiesett  | kiesett  |
| Claudio Capelli   | Korlát           | 14,100    | 68.       | kiesett  | kiesett  |
| Claudio Capelli   | Nyújtó           | 14,675    | 36.       | kiesett  | kiesett  |
| Claudio Capelli   | Gyűrű            | 14,375    | 47.       | kiesett  | kiesett  |
| Claudio Capelli   | Lólengés         | 14,475    | 30.       | kiesett  | kiesett  |
| Claudio Capelli   | Egyéni összetett | 86,550    | 35.       | kiesett  | kiesett  |
| Christoph Schärer | Nyújtó           | 15,350    | 14.       | kiesett  | kiesett  |
| Christoph Schärer | Lólengés         | 13,150    | 66.       | kiesett  | kiesett  |
| Christoph Schärer | Egyéni összetett | 28,500    | 91.       | kiesett  | kiesett  |

Női
| Versenyző       | Versenyszám      | Selejtező | Selejtező | Döntő    | Döntő    |
| Versenyző       | Versenyszám      | Pontszám  | Helyezés  | Pontszám | Helyezés |
| --------------- | ---------------- | --------- | --------- | -------- | -------- |
| Ariella Kaeslin | Talaj            | 13,875    | 55.       | kiesett  | kiesett  |
| Ariella Kaeslin | Ugrás            | 14,975    | 8.        | 15,050   | 5.       |
| Ariella Kaeslin | Felemás korlát   | 14,300    | 49.       | kiesett  | kiesett  |
| Ariella Kaeslin | Gerenda          | 14,650    | 33.       | kiesett  | kiesett  |
| Ariella Kaeslin | Egyéni összetett | 58,050    | 25.       | 58,000   | 18.      |

## Triatlon
| Versenyző       | Versenyszám | 1,5 km úszás | 1,5 km úszás | 40 km kerékpározás | 40 km kerékpározás | 10 km futás | 10 km futás | Összesítés | Összesítés |
| Versenyző       | Versenyszám | Idő          | Hely.        | Idő                | Hely.              | Idő         | Hely.       | Idő        | Helyezés   |
| --------------- | ----------- | ------------ | ------------ | ------------------ | ------------------ | ----------- | ----------- | ---------- | ---------- |
| Reto Hug        | Férfi       | 18:55        | 50.          | 58:20              | 5.                 | 33:53       | 28.         | 1:52:04,93 | 29.        |
| Olivier Marceau | Férfi       | 18:55        | 52.          | 58:18              | 4.                 | 32:37       | 18.         | 1:50:50,07 | 19.        |
| Sven Riederer   | Férfi       | 18:14        | 17.          | 58:52              | 19.*               | 33:11       | 23.         | 1:51:19,45 | 23.        |
| Magali Messmer  | Női         | 19:50        | 2.           | 1:04:22            | 16.                | 36:39       | 22.         | 2:01:50,74 | 13.        |
| Daniela Ryf     | Női         | 19:56        | 13.          | 1:04:17            | 10.**              | 35:31       | 10.         | 2:00:40,20 | 7.         |
| Nicola Spirig   | Női         | 20:17        | 36.          | 1:03:54            | 1.                 | 35:20       | 9.          | 2:00:30,48 | 6.         |

* - egy másik versenyzővel azonos időt ért el

** - két másik versenyzővel azonos időt ért el

## Úszás
Férfi
| Versenyző                                           | Versenyszám          | Előfutam | Előfutam | Előfutam | Elődöntő | Elődöntő | Elődöntő | Döntő   | Döntő    |
| Versenyző                                           | Versenyszám          | Idő      | Hely.    | Össz.    | Idő      | Hely.    | Össz.    | Idő     | Helyezés |
| --------------------------------------------------- | -------------------- | -------- | -------- | -------- | -------- | -------- | -------- | ------- | -------- |
| Flori Lang                                          | 50 m gyors           | 22,27    | 1.       | 19.      | kiesett  | kiesett  | kiesett  | kiesett | kiesett  |
| Dominik Meichtry                                    | 100 m gyors          | 48,55    | 6.       | 16.*     | 49,58    | 8.       | 16.      | kiesett | kiesett  |
| Dominik Meichtry                                    | 200 m gyors          | 1:45,80  | 1.       | 1.       | 1:46,54  | 6.       | 7.       | 1:46,95 | 6.       |
| Dominik Meichtry                                    | 400 m gyors          | 3:50,55  | 4.       | 27.      |          |          |          | kiesett | kiesett  |
| Jonathan Massacand                                  | 100 m hát            | 55,21    | 6.       | 27.      | kiesett  | kiesett  | kiesett  | kiesett | kiesett  |
| Jonathan Massacand                                  | 200 m hát            | 2:01,80  | 7.       | 32.      | kiesett  | kiesett  | kiesett  | kiesett | kiesett  |
| Flori Lang Dominik Meichtry Karel Novy Adrien Perez | 4 × 100 m gyorsváltó | 3:16,80  | 7.       | 13.      |          |          |          | kiesett | kiesett  |

Női
| Versenyző        | Versenyszám      | Előfutam | Előfutam | Előfutam | Elődöntő | Elődöntő | Elődöntő | Döntő     | Döntő    |
| Versenyző        | Versenyszám      | Idő      | Hely.    | Össz.    | Idő      | Hely.    | Össz.    | Idő       | Helyezés |
| ---------------- | ---------------- | -------- | -------- | -------- | -------- | -------- | -------- | --------- | -------- |
| Flavia Rigamonti | 400 m gyors      | 4:09,59  | 4.*      | 14.*     |          |          |          | kiesett   | kiesett  |
| Flavia Rigamonti | 800 m gyors      | 8:28,67  | 4.       | 13.      |          |          |          | kiesett   | kiesett  |
| Swann Oberson    | 10 km nyílt vízi |          |          |          |          |          |          | 1:59:36,9 | 6.       |

* - egy másik versenyzővel azonos időt ért el

## Vitorlázás
Férfi
| Versenyző                      | Versenyszám     | Futam | Futam | Futam | Futam | Futam | Futam | Futam | Futam | Futam | Futam | Futam | Pontszám | Helyezés |
| Versenyző                      | Versenyszám     | 1     | 2     | 3     | 4     | 5     | 6     | 7     | 8     | 9     | 10    | É     | Pontszám | Helyezés |
| ------------------------------ | --------------- | ----- | ----- | ----- | ----- | ----- | ----- | ----- | ----- | ----- | ----- | ----- | -------- | -------- |
| Richard Stauffacher            | Szörfvitorlázás | 9     | 11    | 11    | 13    | 9     | 18    | 15    | 8     | 17    | 22    | -     | 111      | 14.      |
| Christoph Bottoni              | Laser           | 34    | 13    | 32    | 40    | 39    | 44    | 36    | 24    | 23    |       | -     | 241      | 37.      |
| Tobias Etter Felix Steiger     | 470-es osztály  | 21    | 23    | 5     | 25    | 7     | 30    | 27    | 26    | 9     | 19    | -     | 162      | 23.      |
| Enrico De Maria Flavio Marazzi | Csillaghajó     | 9     | 7     | 9     | 9     | 5     | 5     | 6     | 11    | 4     | 1     | 4     | 59       | 5.       |

Női
| Versenyző                        | Versenyszám    | Futam | Futam | Futam | Futam | Futam | Futam | Futam | Futam | Futam | Futam | Futam | Pontszám | Helyezés |
| Versenyző                        | Versenyszám    | 1     | 2     | 3     | 4     | 5     | 6     | 7     | 8     | 9     | 10    | É     | Pontszám | Helyezés |
| -------------------------------- | -------------- | ----- | ----- | ----- | ----- | ----- | ----- | ----- | ----- | ----- | ----- | ----- | -------- | -------- |
| Nathalie Brugger                 | Laser radial   | 13    | 6     | 12    | 12    | 22    | 10    | 10    | 8     | 9     |       | 5     | 90       | 6.       |
| Emmanuelle Rol Anne-Sophie Thilo | 470-es osztály | 15    | 9     | 7     | 13    | 3     | 15    | 20    | 15    | 18    | 19    | -     | 114      | 17.      |

É - éremfutam

## Vívás
Férfi
| Versenyző      | Versenyszám       | Selejtező         | 32-es főtábla                 | Nyolcaddöntő                | Negyeddöntő       | Elődöntő          | Bronz- mérkőzés   | Döntő             | Helyezés |
| Versenyző      | Versenyszám       | Ellenfél Eredmény | Ellenfél Eredmény             | Ellenfél Eredmény           | Ellenfél Eredmény | Ellenfél Eredmény | Ellenfél Eredmény | Ellenfél Eredmény | Helyezés |
| -------------- | ----------------- | ----------------- | ----------------------------- | --------------------------- | ----------------- | ----------------- | ----------------- | ----------------- | -------- |
| Michael Kauter | Párbajtőr, egyéni |                   | Bohdan Nyikisin (UKR) · 15-12 | Bas Verwijlen (NED) · 13-15 | kiesett           | kiesett           | kiesett           | kiesett           | 11.      |

Női
| Versenyző    | Versenyszám       | Selejtező         | 32-es főtábla               | Nyolcaddöntő        | Negyeddöntő       | Elődöntő          | Bronz- mérkőzés   | Döntő             | Helyezés |
| Versenyző    | Versenyszám       | Ellenfél Eredmény | Ellenfél Eredmény           | Ellenfél Eredmény   | Ellenfél Eredmény | Ellenfél Eredmény | Ellenfél Eredmény | Ellenfél Eredmény | Helyezés |
| ------------ | ----------------- | ----------------- | --------------------------- | ------------------- | ----------------- | ----------------- | ----------------- | ----------------- | -------- |
| Sophie Lamon | Párbajtőr, egyéni |                   | María Martínez (VEN) · 15-9 | Li Na (CHN) · 10-15 | kiesett           | kiesett           | kiesett           | kiesett           | 13.      |